# Ñaurenda
Ñaurenda (auch: Naurenda) ist eine Ortschaft im Departamento Tarija im südamerikanischen Andenstaat Bolivien.

## Lage im Nahraum
Ñaurenda liegt in der Provinz Burnet O’Connor und ist der zweitgrößte Ort im Cantón Tapurayo im Municipio Entre Ríos. Die Ortschaft liegt auf einer Höhe von 781 m am Mittellauf des Río Salallito, der flussabwärts in den in östlicher Richtung fließenden Río Timboy mündet.

## Geographie
Ñaurenda liegt in der bolivianischen Cordillera Oriental im Übergangsgebiet zwischen dem bolivianischen Altiplano und dem dünn besiedelten Gran Chaco im Tiefland. Das Klima ist subtropisch und durch einen deutlichen Gegensatz zwischen Trockenzeit und Regenzeit gekennzeichnet.
Die jährliche Niederschlagssumme beträgt 800 mm (siehe Klimadiagramm Entre Ríos), die Monate Mai bis Oktober sind arid mit Monatsniederschlägen von weniger als 15 mm, die Sommermonate von Dezember bis März weisen Monatswerte zwischen 100 und 160 mm auf. Die durchschnittliche Jahrestemperatur für die Region Entre Ríos beträgt 21,5 °C die Monatstemperaturen schwanken zwischen 16 °C im Juni und 25 °C im Januar.

## Verkehrsnetz
Ñaurenda liegt in einer Entfernung von 163 Straßenkilometern nordöstlich von Tarija, der Hauptstadt des Departamentos.
Tarija liegt an der Nationalstraße Ruta 1, die das bolivianische Hochland von Norden nach Süden durchquert und von Desaguadero an der peruanischen Grenze über die Metropolen El Alto, Oruro und Potosí bis nach Bermejo an der argentinischen Grenze führt. Acht Kilometer südöstlich von Tarija zweigt die Ruta 11 nach Osten ab, die über Junacas Sur nach Entre Ríos und weiter über Palos Blancos, Villamontes und Ibibobo nach Cañada Oruro an der Grenze zu Paraguay führt.
Vierzehn Kilometer östlich von Entre Ríos zweigt in einer Rechtskurve eine Nebenstraße nach links in westlicher Richtung von der Ruta 11 ab und biegt dann nach Norden um, überquert nach siebzehn Kilometern den Río Caldera, erreicht nach weiteren zwölf Kilometern Potrerillos und nach noch einmal zehn Kilometern Timboy. in Timboy biegt die Durchgangsstraße nach Westen ab, während eine unbefestigte Straße weiter nach Norden führt. nach wenigen hundert Metern den Río Salallito durchquert und nach weiteren drei Kilometern Ñaurenda erreicht.

## Bevölkerung
Die Einwohnerzahl der Ortschaft ist in dem Jahrzehnt zwischen den beiden letzten Volkszählungen um etwa ein Siebtel zurückgegangen:
| Jahr | Einwohner         | Quelle       |
| ---- | ----------------- | ------------ |
| 1992 | keine Detaildaten | Volkszählung |
| 2001 | 471               | Volkszählung |
| 2012 | 407               | Volkszählung |
| 2024 |                   | Volkszählung |

Die Region im Umkreis von Entre Ríos ist heute noch eines der Kerngebiete des Guaraní-Volkes, das seit Jahrtausenden das Paraná-Becken besiedelt.